# Dina Asher-Smith
Geraldina Asher-Smith, més coneguda com a Dina Asher-Smith (Orpington, Londres, 4 de desembre de 1995) és una atleta britànica, especialista en curses de velocitat. Ha participat en 3 Olimpíades, guanyant 1 medalla de plata i 2 medalles de bronze en la prova de 4x100m relleus. A més, ha guanyat 6 medalles (1 d'or) en els Campionats del Món i 8 medalles (6 d'or) en els Campionats d'Europa. Actualment ostenta els rècords nacionals del Regne Unit en les proves de 60m, 100m, 200m i 4x100m relleus.

## Biografia
Dina Asher-Smith nasqué el 4 de desembre de 1995 a Orpington, una població del Gran Londres situada al districte de Bromley, al si d'una família de classe mitjana d'origen jamaicà. La seva mare, Julie, és directora de recursos humans i el seu pare, Winston Asher-Smith, és enginyer mecànic. Estudià a l'escola primària Perry Hall. i més tard, entre 2008 i 2014, va anar a l'escola Newstead Wood d'Orpington. L'agost del 2014, els seus resultats a les proves de nivell A (l'equivalent britànic del batxillerat) li obriren les portes del prestigiós King's College de Londres per a estudiar-hi històri. Quan evocà el moment en què conegué els seus resultats, l'atleta el descrigué com "la millor matinada" de la seva vida. Es va graduar amb un Bachelor of Arts (Hons), l'equivalent britànic d'un títol de Grau, el 2017.

### Els inicis esportius

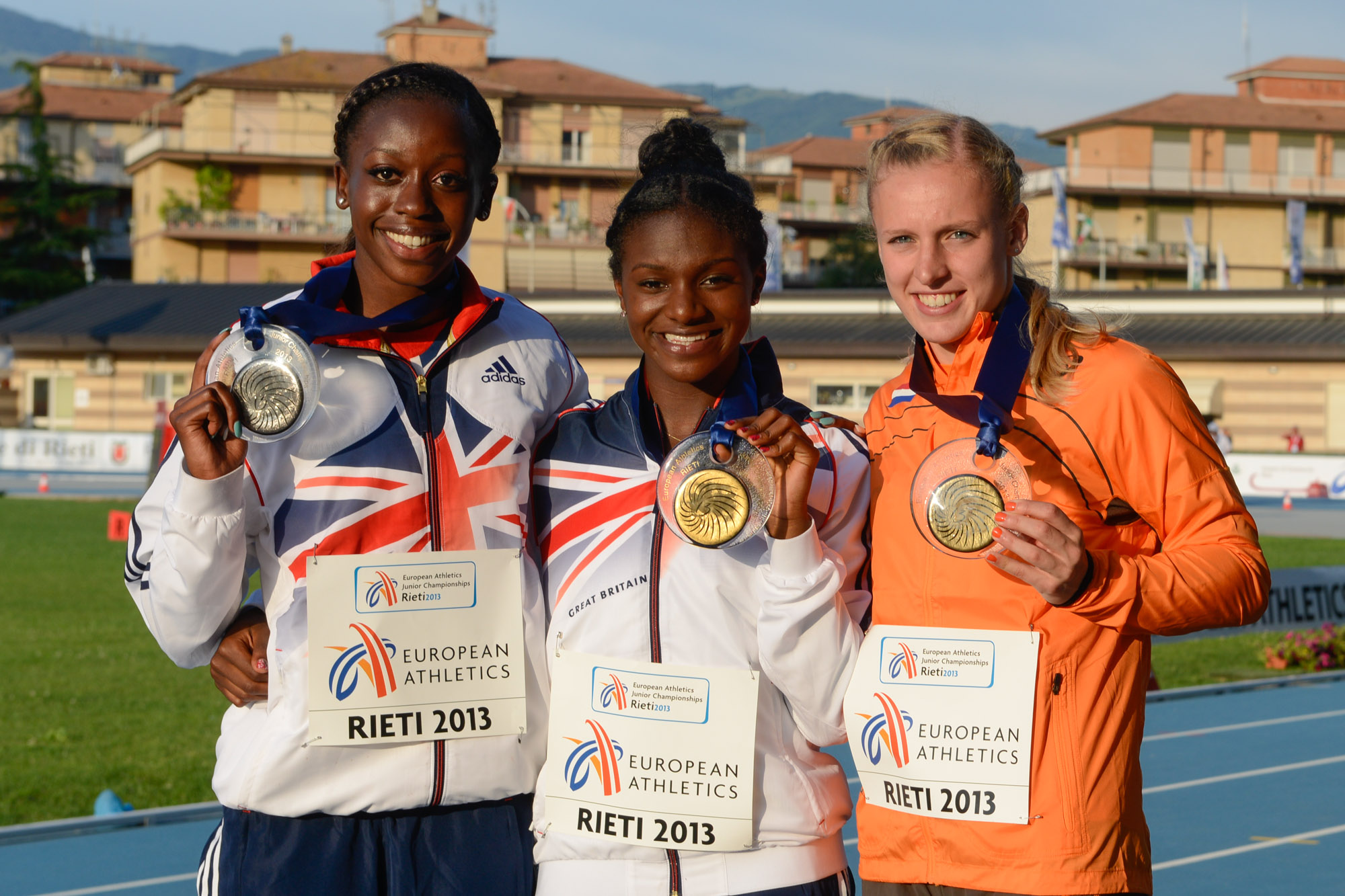
Dina Asher-Smith amb Desiree Henry i Tessa van Schagen al podi dels Campionat Europeu d'Atletisme Junior del 2013.

Dina Asher-Smith es va revelar internacionalment a partir del 2011 durant els Jocs del Commonwealth Junior quan guanyà els títols a les categories del 200 metres i dels relleus 4 x 100 metres. Tot i que va acabar setena als 200 metres al Campionat Mundial d'Atletisme junior del 2012, l'any següent es va proclamar campiona alhora a les categories dels 200 metres i dels relleus 4 x 100 m durant el Campionat d'Europa d'Atletisme junior del 2013 que tingué lloc a la localitat italiana de Rieti.
Arran de la seva selecció per a participar al Campionat Mundial d'Atletisme de 2013 que se celebraren a Moscou, va guanyar la medalla de bronze als relleus 4 × 100 metres juntament amb les seves companyes Ashleigh Nelson, Annabelle Lewis i Hayley Jones. Malgrat el fet que havien acabat quartes inicialment, les quatre atletes britàniques es veieren atorgar el tercer lloc al cap d'unes quantes hores a conseqüència de la desqualificació de les corredores franceses per culpa d'un lliurament fora de zona.

### 2014-2015: Primera dona en baixar dels 11 segons
El 2014, a la ciutat d'Eugene, tercera ciutat més important de l'estat d'Oregon, es coronà campiona del món junior a la categoria dels 100 m amb un temps de 11 s 23. Més tard, durant el Campionat Europeu d'Atletisme de 2014 va arribar a la final dels 200 metres, a Zúric, però com que es lesionà a la cuixa durant la competició, no va poder finalitzar la cursa.
El 2015, es va endur la medalla d'argent dels 60 metres durant el Campionat Europeu d'atletisme en pista coberta del 2015 que es feu a Praga, darrere la neerlandesa Dafne Schippers. Asher-Smith va establir llavors un nou rècord nacional amb 7 s 08. El 24 de maig del mateix any, durant els Jocs Fanny Blankers-Koen a la ciutat de Hengelo, als Països Baixos, Dina Asher-Smith va encunyar un nou rècord de Regne Unit en atletisme dels 100 metres amb uns 11 s 02, millorant així d'un 3/100è de segon l'antiga fita de Montell Douglas que datava del 2008. Gairebé dos mesos després, el 25 de juliol, va establir un nou rècord amb uns 10 s 99, feta històrica que va fer d'ella la primera atleta britànica a recórrer aquella distància en menys d'11 segons. Participà a la prova dels 200 metres al Campionat Mundial d'Atletisme de 2015, i tot que hi va acabar cinquena amb 22s 07, va pulveritzar aleshores el rècord vell de 31 anys de la seva compatriota Kathy Cook.

### 2016-2018: Arriben les medalles internacionals
El 7 de juliol de 2016, la corredora britànica va guanyar a Amsterdam el títol europeu del Campionat Europeu d'Atletisme de 2016 a la prova dels 200 metres recorreguts en 22 s 38, davant la búlgara Ivet Lalova (22 s 52) i l'alemanya Gina Lückenkemper (22 s 74). Tres dies després, s'enduia la medalla d'argent dels relleus 4 x 100 m en 42 s 45, darrere l'equip neerlandès (42 s 04).

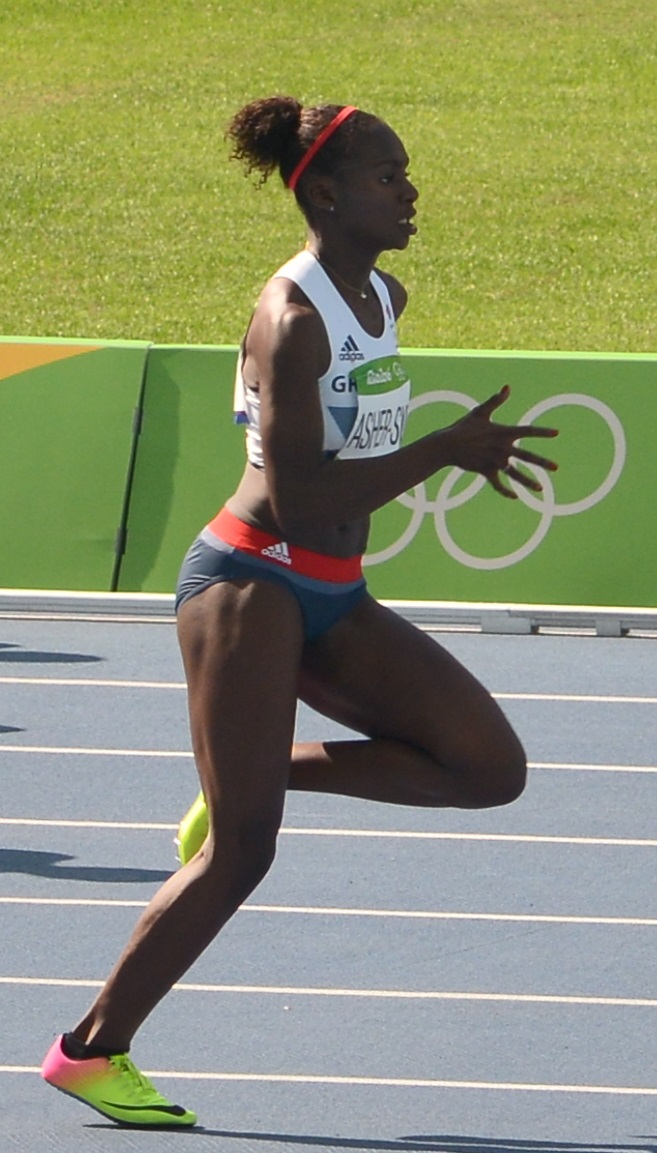
Dina Asher-Smith als Jocs Olímpics d'estiu a Rio el 2016

El mateix any, durant la competició d'atletisme dels Jocs Olímpics d'estiu de Rio de Janeiro, es va qualificar per a la final del 200 m i hi acabà en cinquena posició amb uns 22 s 31, o sigui al mateix lloc que durant el Campionat Mundial d'Atletisme a Pequín l'any anterior. Va assolir posteriorment la medalla de bronze amb els relleus britànics dels 4 x 100 m en 41 s 77, un nou record per al Regne Unit, darrere els equips dels Estats Units (41 s 01) i de Jamaica (41 s 36)
El 17 de febrer de 2017, hagué d'acabar la seva participació hivernal a conseqüència d'una fractura del peu. El 8 d'agost, va assolir a les séries dels 200 metres del Campionat Mundial d'Atletisme de 2017 a Londres, el seu millor temps de tota la temporada amb uns 22 s 73, superant la marca anterior de 22 s 89. Dos dies més tard, va igualar aquest temps de 22 s 73 i es va qualificar de cara a la final. Acabà però molt a prop de pujar al podi, amb uns 22 s 22. Va millorar molt els seus resultats l'endemà amb la medalla d'argent que s'obtingué amb els relleus 4 x 100 m darrere els Estats Units, juntament amb les seves compatriotes Asha Philip, Desiree Henry i Daryll Neita, val a dir amb el mateix equip que durant els Jocs Olímpics de 2016.
Durant el mes d'abril de 2018, Dina Asher-Smith va assolir la medalla de bronze dels 200 metres als Jocs de Commonwealth de Gold Coast, una ciutat australiana. Feu una marca de 22 s 29, val a dir el seu millor temps de la temporada, darrere però la bahamiana Shaunae Miller-Uibo (22 s 11) i la jamaicana Shericka Jackson (22 s 18). Uns quants dies després, amb l'equip d'Anglaterra, es va consagrat campiona amb els relleus 4 x 100 m guanyats amb una marca de 42 s 46.

### 2019-2021: Rècords nacionals i bronze olímpic
El 2019, l'atleta britànica va repetir una marca per sota dels 11 segons corrent els 100 m, com ara al Golden Gala de Roma on acabà 2a amb uns 10 s 94, a l'Athletissima de Lausana (2a amb 10 s 91), a la competició de Londres (2a amb 10 s 92) i també al campionat de Gran Bretanya (1a emb 10 s 96). A tall de conclusió d'aquella gran temporada als 100 m, va guanyar les finals de la Lliga de diamant a Brussel·les el 6 de setembre amb una marca de 10 s 88, davant Shelly-Ann Fraser-Pryce i Marie-Josée Ta Lou. També va participar en els 200 m en diverses curses, i així va acabar segona a les finals de la Lliga de diamant sobre distàncià a Zuric el 29 d'agost, només vençuda per la bahamiana Shaunae Miller-Uibo.

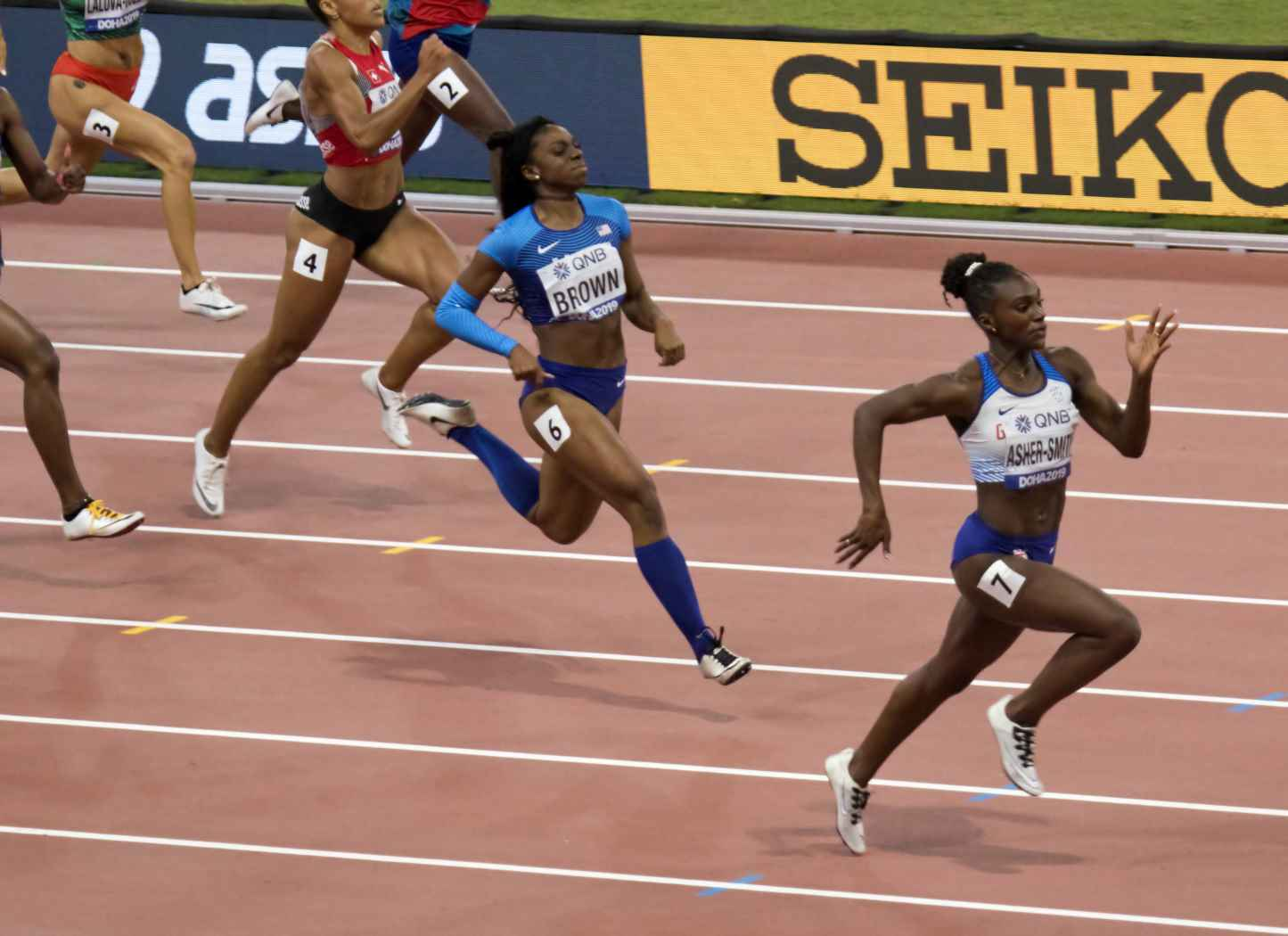
Asher-Smith a la final dels 200 metres a Doha el 2019

Durant el Campionat Mundial d'Atletisme de 2019 à Doha, a Qatar, esdevingué vicecampiona del món dels 100 m darrere Shelly-Ann Fraser-Pryce amb 10 s 83, abaixant doncs amb dues centèsimes el seu propi rècord del Regne Unit. El 2 d'octubre de 2019 Asher-Smith esdevingué campiona mundial a la categoria dels 200m, establint la seva millor marca i un nou rècord britànic amb un temps de 21,88 segons davant l'estatunidenca Brittany Brown i la suïssa Mujinga Kambundji (22 s 51). A conseqüència es va convertir en la primera atleta britànica guanyadora d'una medalla d'or a una prova de sprint durant un campionat mundial. El 5 d'octubre, va assolir la medalla d'argent amb els relleus 4 x 100 m amb una marca de 41 s 82, acabant així la temporada amb un total de tres medalles. El 19 d'octubre del 2019, l'atleta britànica va figurar a la llista de les 100 dones més influents de l'any que publica la BBC anualment.
El 2021, aconseguia la seva primera medalla olímpica, en quedar en tercera posició en la prova dels 4x100m relleus als Jocs Olímpics de Tòquio. Tot i això, no va poder accedir a la final de la prova dels 100m i no va poder participar en la prova dels 200m, degut a una lesió al turmell.

### 2022 - 2024: Continuïtat en l'elit mundial i primera plata olímpica
El juliol de 2022, en el Campionat del Món d'Eugene, es penjava la medalla de bronze en la prova dels 200m, marcant un temps de 22.02 a la final. En la prova dels 100m, quedava en 4a posició aconseguint un temps de 10.83 segons, el què significava igualar el seu rècord personal. Un mes després aconseguia la medalla de plata en la prova dels 200m del Campionat d'Europa de Múnic.Pocs dies després denunciava l'"enorme tabú" que representa la menstruació dins del món de l'esport i reclamava més fons per la investigació.
Asher-Smith iniciava el 2023 batent el rècord nacional de 60m, amb una marca de 7.03 segons, en la final de la gira mundial en pista coberta celebrada a Birmingham. En el Campionat del Món de Budapest, es classificava per les finals de 100m i 200m, tot i que en cap de les dues proves no va aconseguir medalla. A finals d'aquell mateix any anunciava que trencava la relació de 19 anys, amb el seu entrenador John Blackie i canviant la seva seu d'entrenament a Austin, Texas.
L'any següent començava amb dues medalles d'or als Campionats d'Europa de Roma, en les proves de 100m i 4x100m relleus. En els Jocs Olímpics de París, va aconseguir una nova medalla, aquesta vegada de plata, en la prova dels 4x100m relleus. En la prova dels 100m, no va aconseguir classificar-se per la final, quedant 5a en la seva semifinal, mentre que en la prova dels 200m va aconseguir la 4a posició en la final olímpica.

## Palmarès

### Competicions internacionals

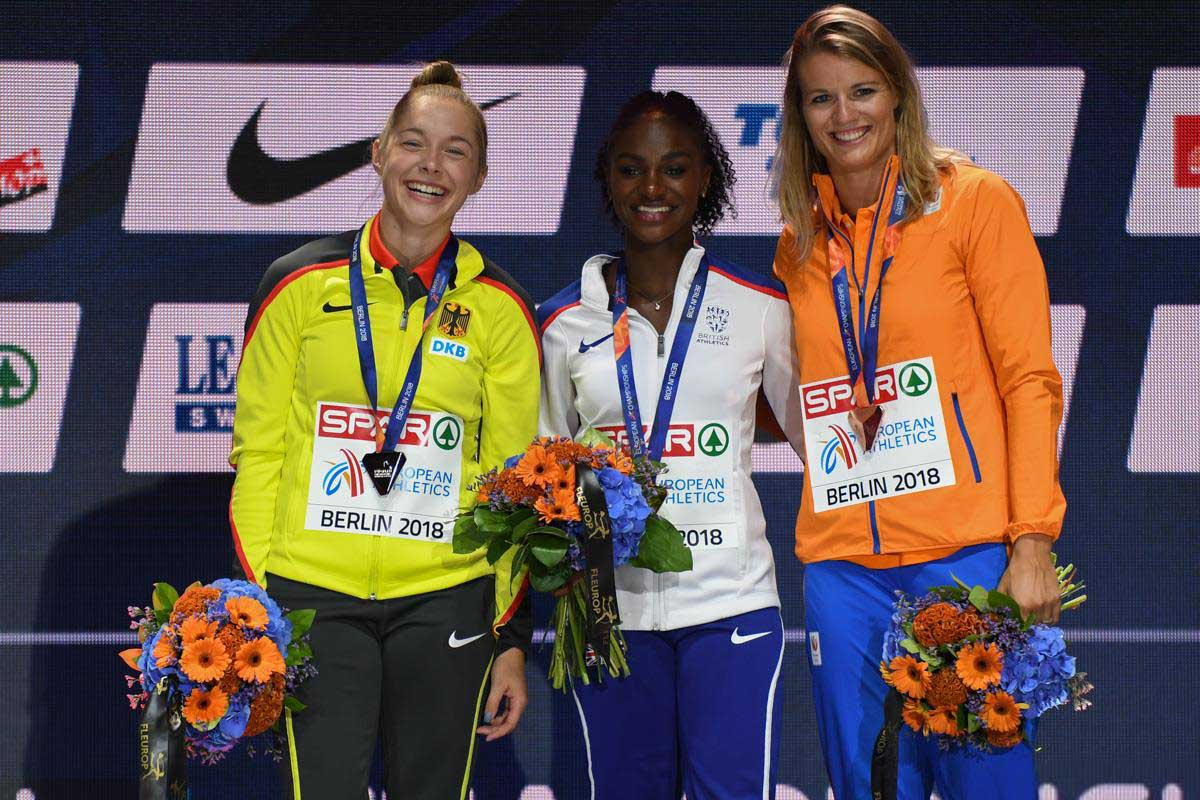
Dina Asher-Smith durant els Campionats Europeus d'Atletisme del 2018

| Any                                           | Competició                                    | Lloc                                          | Posició                                       | Esdeveniment                                  | Notes                                         | Refs                                          |
| Representant Europa / Regne Unit / Anglaterra | Representant Europa / Regne Unit / Anglaterra | Representant Europa / Regne Unit / Anglaterra | Representant Europa / Regne Unit / Anglaterra | Representant Europa / Regne Unit / Anglaterra | Representant Europa / Regne Unit / Anglaterra | Representant Europa / Regne Unit / Anglaterra |
| --------------------------------------------- | --------------------------------------------- | --------------------------------------------- | --------------------------------------------- | --------------------------------------------- | --------------------------------------------- | --------------------------------------------- |
| 2011                                          | Commonwealth Youth Games                      | Douglas, Illa de Man                          | 1a                                            | 200 m                                         | 24.30                                         |                                               |
| 2011                                          | Commonwealth Youth Games                      | Douglas, Illa de Man                          | 1a                                            | relleus 4×100 m                               | 46.19                                         | [ 48 ]                                        |
| 2012                                          | Campionat Mundial d'Atletisme Junior de 2012  | Barcelona, Catalunya                          | 7a                                            | 200 m                                         | 23.50                                         |                                               |
| 2012                                          | Campionat Mundial d'Atletisme Junior de 2012  | Barcelona, Catalunya                          |                                               | relleus 4×100 m                               | No va passar                                  |                                               |
| 2013                                          | Campionat Europeu d'Atletisme Junior de 2013  | Rieti, Itàlia                                 | 1a                                            | 200 m                                         | 23.29                                         | [ 49 ]                                        |
| 2013                                          | Campionat Europeu d'Atletisme Junior de 2013  | Rieti, Itàlia                                 | 1a                                            | relleus 4×100 m                               | 43.81                                         |                                               |
| 2013                                          | Campionat Mundial d'Atletisme de 2013         | Moscou, Rússia                                | 3a                                            | relleus 4×100 m                               | 42.87                                         |                                               |
| 2014                                          | Campionat Mundial d'Atletisme Junior de 2014  | Eugene, Estats Units                          | 1a                                            | 100 m                                         | 11.23                                         | [ 50 ]                                        |
| 2014                                          | Campionat Europeu d'Atletisme de 2014         | Zúric, Suïssa                                 |                                               | 200 m                                         | Lesionada                                     | [ 51 ]                                        |
| 2015                                          | Campionat d'Europa en pista coberta           | Praga, República Txeca                        | 2a                                            | 60 m                                          | 7.08                                          | [ 52 ]                                        |
| 2015                                          | Campionat Mundial d'Atletisme de 2015         | Beijing, Xina                                 | 5a                                            | 200 m                                         | 22.07                                         |                                               |
| 2015                                          | Campionat Mundial d'Atletisme de 2015         | Beijing, Xina                                 | 4a                                            | relleus 4×100 m                               | 42.10                                         |                                               |
| 2016                                          | Campionat del Món en pista coberta            | Portland, Estats Units                        | 6a (semis)                                    | 60 m                                          | 7.11                                          | [ 53 ]                                        |
| 2016                                          | Campionat Europeu d'Atletisme de 2016         | Amsterdam, Països Baixos                      | 1a                                            | 200 m                                         | 22.37                                         |                                               |
| 2016                                          | Campionat Europeu d'Atletisme de 2016         | Amsterdam, Països Baixos                      | 2a                                            | relleus 4×100 m                               | 42.45                                         |                                               |
| 2016                                          | Jocs Olímpics                                 | Rio de Janeiro, Brasil                        | 5a                                            | 200 m                                         | 22.31                                         | [ 54 ]                                        |
| 2016                                          | Jocs Olímpics                                 | Rio de Janeiro, Brasil                        | 3a                                            | relleus 4×100 m                               | 41.77                                         |                                               |
| 2017                                          | Campionat Mundial d'Atletisme de 2017         | Londres, Regne Unit                           | 4a                                            | 200 m                                         | 22.22                                         |                                               |
| 2017                                          | Campionat Mundial d'Atletisme de 2017         | Londres, Regne Unit                           | 2a                                            | relleus 4×100 m                               | 42.12                                         |                                               |
| 2018                                          | Jocs del Commonwealth de 2018                 | Gold Coast, Austràlia                         | 3a                                            | 200 m                                         | 22.29                                         |                                               |
| 2018                                          | Jocs del Commonwealth de 2018                 | Gold Coast, Austràlia                         | 1a                                            | relleus 4×100 m                               | 42.46                                         |                                               |
| 2018                                          | Campionat d'Europa d'Atletisme                | Berlín, Alemanya                              | 1a                                            | 100 m                                         | 10.85                                         |                                               |
| 2018                                          | Campionat d'Europa d'Atletisme                | Berlín, Alemanya                              | 1a                                            | 200 m                                         | 21.89                                         |                                               |
| 2018                                          | Campionat d'Europa d'Atletisme                | Berlín, Alemanya                              | 1a                                            | relleus 4×100 m                               | 41.88                                         |                                               |
| 2018                                          | Copa Continental d'atletisme de 2018          | Ostrava, República Txeca                      | 2nd                                           | 100 m                                         | 11.16                                         |                                               |
| 2018                                          | Copa Continental d'atletisme de 2018          | Ostrava, República Txeca                      | 2a                                            | relleus 4×100 m                               | 42.55                                         |                                               |
| 2019                                          | Campionat del Món                             | Doha, Qatar                                   | 2a                                            | 100 m                                         | 10.83                                         |                                               |
| 2019                                          | Campionat del Món                             | Doha, Qatar                                   | 1a                                            | 200 m                                         | 21.88                                         |                                               |
| 2019                                          | Campionat del Món                             | Doha, Qatar                                   | 2a                                            | relleus 4×100 m                               | 41.85                                         |                                               |
| 2021                                          | Jocs Olímpics                                 | Tòquio                                        | 10a posició                                   | 100 m                                         | 11.05                                         | [ 55 ]                                        |
| 2021                                          | Jocs Olímpics                                 | Tòquio                                        | 3                                             | 4x100m relleus                                | 41.88                                         | [ 56 ]                                        |
| 2022                                          | Campionat del Món                             | Eugene                                        | 4a posició                                    | 100 m                                         | 10.83                                         | [ 57 ]                                        |
| 2022                                          | Campionat del Món                             | Eugene                                        | 3                                             | 200 m                                         | 22.02                                         | [ 58 ]                                        |
| 2022                                          | Campionat del Món                             | Eugene                                        | 6a posició                                    | 4x100m relleus                                | 42.75                                         | [ 59 ]                                        |
| 2022                                          | Campionat d'Europa                            | Múnic                                         | 8a posició                                    | 100 m                                         | 16.03                                         | [ 60 ]                                        |
| 2022                                          | Campionat d'Europa                            | Múnic                                         | 2                                             | 200 m                                         | 22.43                                         | [ 61 ]                                        |
| 2022                                          | Campionat d'Europa                            | Múnic                                         | DNF                                           | 4x100m relleus                                | -                                             | [ 62 ]                                        |
| 2023                                          | Campionat del Món                             | Budapest                                      | 7a posició                                    | 100 m                                         | 11.00                                         | [ 63 ]                                        |
| 2023                                          | Campionat del Món                             | Budapest                                      | 7a posició                                    | 200 m                                         | 22.34                                         | [ 64 ]                                        |
| 2024                                          | Campionat d'Europa                            | Roma                                          | 1                                             | 100 m                                         | 10.99                                         | [ 65 ]                                        |
| 2024                                          | Campionat d'Europa                            | Roma                                          | 1                                             | 4x100m relleus                                | 41.91                                         | [ 66 ]                                        |
| 2024                                          | Jocs Olímpics                                 | París                                         | 11a posició                                   | 100 m                                         | 11.10                                         | [ 46 ]                                        |
| 2024                                          | Jocs Olímpics                                 | París                                         | 4a posició                                    | 200 m                                         | 22.22                                         | [ 47 ]                                        |
| 2024                                          | Jocs Olímpics                                 | París                                         | 2                                             | 4x100m relleus                                | 41.85                                         | [ 45 ]                                        |

## Rècords

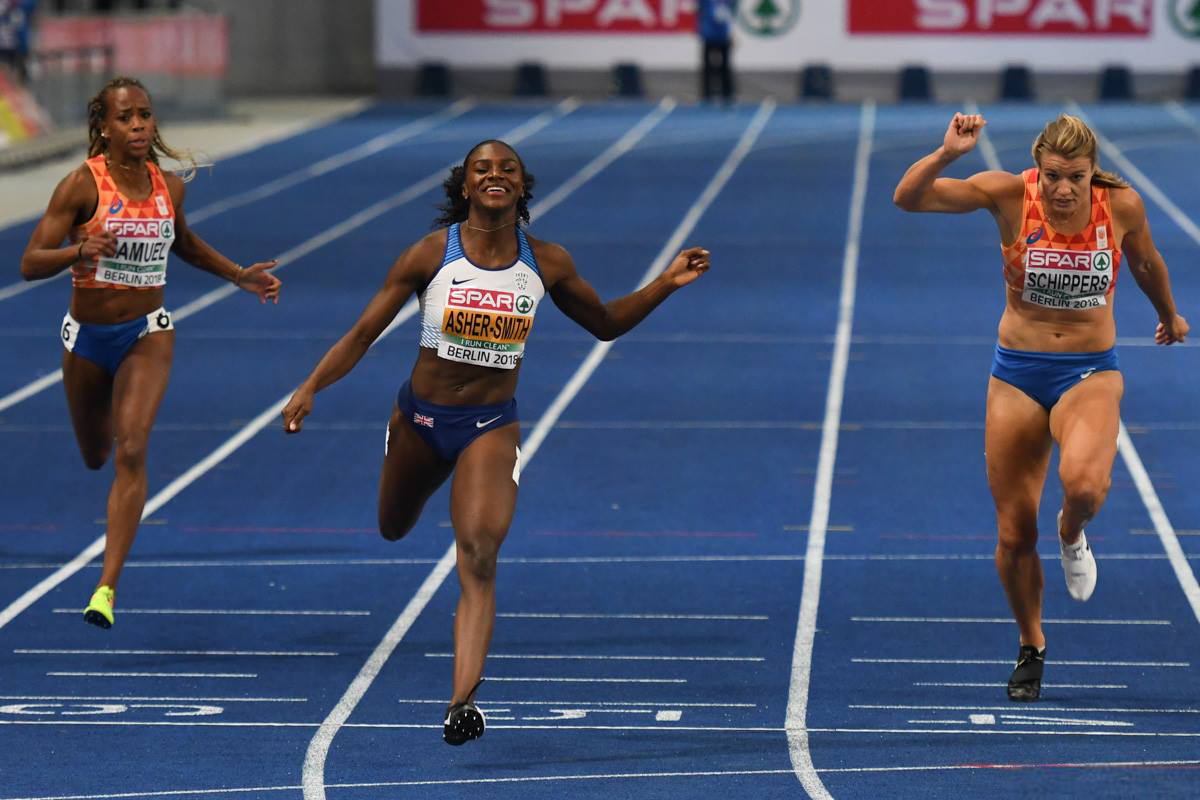
Dina Asher-Smith acabant primera a la prova dels 200 m durant el Campionat d'Europa d'Atletisme del 2018

| Prova          | Temps    | Lloc       | Data                   |
| -------------- | -------- | ---------- | ---------------------- |
| 60 m           | 7.03 NR  | Birmingham | 25 de febrer de 2023   |
| 100 m          | 10.83 NR | Doha       | 29 de setembre de 2019 |
| 100 m          | 10.83 NR | Eugene     | 17 de juliol de 2022   |
| 200 m          | 21.88 NR | Doha       | 2 d'octubre de 2019    |
| 4x100m relleus | 41.55 NR | Tòquio     | 5 d'agost de 2021      |
| 4x100m relleus | 41.55 NR | Londres    | 20 de juliol de 2024   |
| 4x400m relleus | 3:25.31  | Austin     | 30 de març de 2024     |